# Postgraduate student
Postgraduate student (eller bara graduate student) är en engelskspråkig term som i många länder syftar på en universitets- eller högskolestudent som avlagt bachelorexamen och läser vidare. Det kan handla om studenter som läser på masterutbildningar eller är doktorander, det vill säga som läser på det som enligt Bolognaprocessen kallas avancerad nivå eller forskarnivå. I Sverige förknippas begreppet ofta med doktorandstudier, det vill säga till studier på Bolognamodellens forskarnivå. Före Bolognaprocessens införande var det i teorin möjligt i bland annat Sverige att gå direkt från studier på kandidatnivå till doktorandstudier.